# Sergio Gregori
Sergio Gregori Marugán (Valladolid, 18 de agosto de 1997) es un periodista, analista político, director de cine y productor audiovisual español. Es el secretario general del Sindicato de Periodistas de Madrid (SPM). Fue cofundador de la televisión Canal RED, presentador y director del programa matinal El Tablero y es fundador de la televisión por internet Furor TV y la productora audiovisual Furor Producciones S.L. En 2017, ingresó como académico en la Academia de Televisión y de las Ciencias y Artes del Audiovisual de España.

## Trayectoria
Nació en Valladolid, y al año siguiente su familia se mudó a Alicante. Se tituló en imagen y sonido y en producción audiovisual por el centro de formación RTVE Instituto. Realizó un Máster en Periodismo y Comunicación Digital de la Universidad Nebrija y cursos de especialización en periodismo y cine documental por Atresmedia o el Instituto del Cine.
En 2014, Gregori se trasladó a Madrid, donde creó la televisión por internet Furor TV, inicialmente como un canal de YouTube de cultura, política y entretenimiento denominado FurorVlog. Ha colaborado como analista político en los programas Cuatro al día, en Todo es verdad, en 120minutos de Telemadrid y en Horizonte de Mediaset España.
Ha impartido diversas conferencias o participado en congresos en el ámbito del periodismo y la política, destacando en 2017 su participación en la Facultad de Periodismo de la Universidad Complutense de Madrid con motivo del X Congreso de Estudiantes, sus intervenciones en las jornadas 40 años de periodismo en democracia en el Congreso de los Diputados, su intervención en el Espacio Joven del Congreso Federal del PSOE en Madrid o su participación en las Jornadas Iberoamericanas de Comunicación y Periodismo de la Facultad de Ciencias de la Documentación y la Comunicación de Badajoz, en las que tuvo un tenso rifirrafe con el ex director de El País, Antonio Caño, a cuenta del periodismo y el «activismo».
En 2014, empezó a escribir con la editorial vasca Txalaparta un libro periodístico que cuenta con cincuenta conversaciones con los líderes de la izquierda política española contextualizadas por el momento histórico. En abril de 2019, salió a la venta bajo el título Tomar partido: conversaciones con la izquierda transformadora con el prólogo del periodista Iñaki Gabilondo y el epílogo de Cristina Fallarás.
En marzo de 2022 el programa Todo es verdad de la cadena generalista Cuatro emitió media hora de la entrevista que realizó Gregori al exvicepresidente de la KGB, Nikolái Leonov. El exagente de la inteligencia soviética relató en exclusiva a Furor TV el ascenso al poder del presidente ruso Vladímir Putin, acusándole de estar involucrado en casos de soborno, chantaje sexual y extorsión. En la misma entrevista el que fuera intérprete de Fidel Castro y Nikita Jrushchov durante la crisis de los misiles narró al periodista la imposibilidad de que Lee Harvey Oswald fuera el asesino de John F. Kennedy.

### Película documental
Cuando Sergio Gregori tenía 15 años se propuso producir un documental sobre «la realidad del pueblo cubano». Para ese propósito, lanzó una campaña de micromecenazgo con el fin de recaudar fondos para viajar a Cuba. A los pocos días, la campaña fue bloqueada por las autoridades norteamericanas. Con los años, Gregori recuperaría la iniciativa de rodar en la isla, pero ahora con la intencionalidad de denunciar el embargo estadounidense a Cuba.
A finales de 2019, se publicó el tráiler del documental Unblock Cuba, dirigido y guionizado por Gregori, sobre la historia reciente de Cuba, así como las relaciones con Estados Unidos debido al embargo económico. En la película aparecen entrevistados desde el subdirector de la KGB hasta la disolución de la URSS, Nikolái Leónov, hasta la ministra de Industria, Comercio y Turismo del Gobierno de España, Reyes Maroto, el embajador de Cuba en España, el héroe nacional cubano Gerardo Hernández Nordelo o la organización opositora del Observatorio Cubano de Derechos Humanos. Se estrenó en el Festival de Cine de Alicante el 23 de octubre de 2020 y posteriormente se proyectó en el Auditorio Marcelino Camacho de Comisiones Obreras en septiembre de 2021. Ha sido nominado en festivales de cine, como la Semana Internacional de Cine de Valladolid o el Festival de Cine de Zaragoza, y ha recibido varios premios.

### Polémica mediática
En febrero de 2021, apareció en los informativos de la casi totalidad de medios de comunicación nacionales con la emisión de dos entrevistas que el periodista había realizado siendo menor de edad y que fueron difundidas por un blog presuntamente policial. La emisión de las entrevistas tuvo lugar con motivo del encarcelamiento del rapero Pablo Hasél, entrevistado por Gregori en 2013, en un vídeo que llevaba siete años inaccesible en la red en el momento de su difusión televisiva. El segundo entrevistado –que respondió a una pregunta formulada en vídeo por el rapero– fue el por entonces candidato a las elecciones europeas, Pablo Iglesias, y tuvo lugar en 2014.
La respuesta de Iglesias a Pablo Hasél se manipuló premeditadamente en su difusión mediática posterior, en 2021, dándose a entender en el corte emitido en medios de comunicación que el candidato habría pedido el «encarcelamiento de Pablo Hasél por las letras de sus canciones» algo que habría hecho parecer que Iglesias estaría incurriendo en una contradicción al pedir Podemos de forma oficial el indulto de Hasél. Los medios de comunicación difundieron el corte manipulado, siendo el periódico El Mundo el primero en dar la noticia equívoca. Sergio Gregori respondió al periódico corrigiendo la información, pero para entonces la noticia había circulado en los informativos de Antena 3, La Sexta, Telecinco, esRadio, Onda Cero o TVE.
Finalmente –y debido a la presión generada en redes sociales– varios medios de comunicación rectificaron la pieza informativa y abonaron el pago de derechos de autor correspondiente al titular de los derechos, Furor TV. Como consecuencia de la polémica, Pablo Iglesias concedió una nueva entrevista a Sergio Gregori, siendo la primera realizada a un miembro de Gobierno en activo en la joven plataforma de Twitch. Fue en esta entrevista en la que Pablo Iglesias confesó por primera vez la sucesión de Yolanda Díaz al frente de Unidas Podemos.

### Canal RED
En 2022, Gregori fundó junto al exvicepresidente del Gobierno Pablo Iglesias una nueva cadena de televisión por Internet denominada Canal RED, desarrollada por el equipo de Furor TV. Además de su fundación, Gregori se involucró en la dirección y presentación del programa matinal de tertulia política El Tablero. En julio de 2023, cuatro meses después de la primera emisión del programa, Gregori fue relevado de la dirección y sustituido en tres de los cinco días de emisión por sus desavenencias con la línea editorial que fue tomando la cadena a razón del conflicto interno entre Podemos y Movimiento Sumar. A principios de 2024 Canal Red prescindió de forma definitiva del cofundador de la televisión como presentador, relegándole a labores de redacción tras un editorial crítico con la deriva presuntamente partidista del medio de comunicación.

## Secretaría general del SPM
Gregori fue elegido secretario general del Sindicato de Periodistas de Madrid (SPM) en el VI Congreso del sindicato celebrado el sábado 22 de abril de 2023 con el lema Contra la precariedad, en defensa del Periodismo. Sustituyó a Marta Sánchez Esparza al frente de la Junta Ejecutiva. Junto a Gregori, forman parte de la junta del sindicato las periodistas Cristina Fallarás e Inna Afinogenova o el realizador Xavier Matas. El SPM forma parte de la Federación de Sindicatos de Periodistas de España (FeSP) y de la Federación Internacional de Periodistas, la máxima representación de los periodistas a nivel global.

## Nominaciones
- 2023 – ICFJ Knight Awards en Washington D. C. del International Center for Journalists.[38]

## Premios
- 2024 – IES Sapere Aude en Villanueva del Pardillo con el Premio Atrevido al Mérito Informativo.[39]
- 2023 – Ivoox en  "podcast revelación" de Actualidad y Sociedad 2023 a El Tablero.[40]
- 2020 – Top Indie Film Awards en Japón en «mejor mensaje» y «mejor película documental» por Unblock Cuba.
- 2020 – Sweden Film Awards en Suecia en «mejor ópera prima» por Unblock Cuba.
- 2020 – Festival Internacional de Cine Latino en Uruguay en «mejor película» con mención especial del jurado por Unblock Cuba.[41]

## Obra
- 2019 – Tomar partido: conversaciones con la izquierda transformadora. Txalaparta. ISBN 9788417065768.[42]